# FC Eintracht Northeim
FC Eintracht Northeim is een Duitse voetbalclub uit Northeim, Nedersaksen.

## Geschiedenis
De club ontstond in 1992 na een fusie tussen SuS Northeim, VfB Northeim en Sultmershagener FC. De club begon in de Bezirksliga Süd-Braunschweig, toen de zevende klasse. Al in het eerste seizoen wist de club de titel te behalen en te promoveren. Tot 1996 speelde de club in de Landesliga en degradeerde dan, maar kon wel meteen terugkeren. Twee jaar later promoveerde de club naar de Verbandsliga en werd de volgende jaren een liftploeg tussen Verbandsliga en Landesliga. In 2008 promoveerde de club voor het eerst naar de Oberliga, al was die door de invoering van de 3. Liga nu hetzelfde niveau als de Verbandsliga. Na drie jaar degradeerde de club naar de Landesliga. In 2014 kon de club weer naar de Oberliga promoveren.

## Eindklasseringen vanaf 2000
| Seizoen | Competitie                 | Niveau | Eindstand | DFB Pokal | Opmerking                                                                   |
| ------- | -------------------------- | ------ | --------- | --------- | --------------------------------------------------------------------------- |
| 1999/00 | Niedersachsenliga-Ost      | V      | 15        | --        |                                                                             |
| 2000/01 | Landesliga Braunschweig    | VI     | 11        | --        |                                                                             |
| 2001/02 | Landesliga Braunschweig    | VI     | 1         | --        |                                                                             |
| 2002/03 | Niedersachsenliga-Ost      | V      | 13        | --        |                                                                             |
| 2003/04 | Niedersachsenliga-Ost      | V      | 12        | --        |                                                                             |
| 2004/05 | Niedersachsenliga-Ost      | V      | 14        | --        |                                                                             |
| 2005/06 | Landesliga Braunschweig    | VI     | 2         | --        |                                                                             |
| 2006/07 | Niedersachsenliga-Ost      | V      | 11        | --        |                                                                             |
| 2007/08 | Niedersachsenliga-Ost      | V      | 2         | --        | Geplaatst voor de nieuwe Oberliga                                           |
| 2008/09 | Oberliga Niedersachsen Ost | V      | 9         | --        |                                                                             |
| 2009/10 | Oberliga Niedersachsen Ost | V      | 6         | --        | Geplaatst voor de eenklassige Oberliga                                      |
| 2010/11 | Oberliga Niedersachsen     | V      | 16        | --        |                                                                             |
| 2011/12 | Landesliga Braunschweig    | VI     | 4         | --        |                                                                             |
| 2012/13 | Landesliga Braunschweig    | VI     | 4         | --        |                                                                             |
| 2013/14 | Landesliga Braunschweig    | VI     | 1         | --        |                                                                             |
| 2014/15 | Oberliga Niedersachsen     | V      | 5         | --        |                                                                             |
| 2015/16 | Oberliga Niedersachsen     | V      | 4         | --        |                                                                             |
| 2016/17 | Oberliga Niedersachsen     | V      | 2         | --        | 4e in promotieserie voor Regionalliga Nord                                  |
| 2017/18 | Oberliga Niedersachsen     | V      | 6         | --        |                                                                             |
| 2018/19 | Oberliga Niedersachsen     | V      | 2         | --        | play-off voor promotie > Lüneburger SK Hansa: 0-1 / 0-2                     |
| 2019/20 | Oberliga Niedersachsen     | V      | 16        | --        | Competitie afgebroken i.v.m. coronapandemie.                                |
| 2020/21 | Oberliga Niedersachsen     | V      | --        | --        | Competitie afgebroken i.v.m. coronapandemie. Er wordt geen stand opgemaakt. |
| 2021/22 | Oberliga Niedersachsen     | V      | 19        | --        |                                                                             |
| 2022/23 | Landesliga Braunschweig    | VI     | 12        | --        |                                                                             |
| 2023/24 | Landesliga Braunschweig    | VI     | 10        | --        |                                                                             |
| 2024/25 | Landesliga Braunschweig    | VI     | 11        | --        |                                                                             |
| 2025/26 | Landesliga Braunschweig    | VI     | .         | --        |                                                                             |